# مانگیونگدائه-گویوک
مانگیونگدائه-گویوک (انگلیسی: Mangyongdae-guyok) بخشی در کشور کره شمالی است که در پیونگ‌یانگ واقع شده‌است.
مانگیونگدائه-گویوک در ابتدا یک روستا بود و سپس با افزایش جمعیت آن در دهه اخیر،تبدیل به بخش شد.